# 유럽 고속도로 551호선
유럽 고속도로 551호선(European route E551)은 체코의 체스케부데요비체와 후므폴렉츠까지 연결되는 B클래스급 간선도로로, 총 연장은 112 km이다.

## 주요 경유지
- 체코
  - 체스케부데요비체 : 유럽 고속도로 49호선, 유럽 고속도로 55호선
  - 후므폴렉츠(영어판)